# Habib
Habib är ett arabiskt namn. Förknippas med Habibi som betyder "älskling". Habib kan vara både (manligt) förnamn och efternamn.

## Exempel på personer med namnet Habib
- Habib Bourguiba, tidigare president i Tunisien
- Habib är huvudpersonen i en barnboksserie av Douglas Foley